# Amilcare Tronca
Amilcare Tronca (Brendola, 25 aprile 1972 – Vicenza, 27 luglio 1999) è stato un ciclista su strada italiano.
È morto il 27 luglio 1999 per le conseguenze di un incidente stradale, avvenuto il giorno precedente durante un allenamento, nel quale era stato investito da un furgone.

## Palmarès

### Strada
- 1996 (Scrigno-Blue Storm, una vittoria)

Gran Premio di Lugano

## Piazzamenti

### Grandi Giri
- Giro d'Italia

1996: 39º
1998: 33º
1999: 32º
- Vuelta a España

1997: 61º

### Classiche monumento
- Liegi-Bastogne-Liegi

1997: 112º